# مقاطعة غرزوان
غرزوان هي مقاطعة في ولاية فارياب، في أفغانستان. تم إنشاؤه في عام 2005 من جزء من مقاطعة بلجراغ .
منذ 24 أبريل/نيسان حتى 7 مايو/أيار 2014، أدت الفيضانات المفاجئة الناجمة عن الأمطار الغزيرة إلى تدمير المرافق العامة والطرق والأراضي الزراعية. في قرى جار قلعة، وجواقي، ودهميران، وباخالسوز، وتشاغاتاك، ودونج قلعة، وداريزانغ، وسار تشاكان، وقلعة خوجا، تأثرت 54 أسرة، وتوفي شخص واحد، ونفق 289 رأسًا من الماشية، وتضرر 2000 حديقة، وتضرر/دمر 1000 جريب من الأراضي الزراعية. 

## الحرب في أفغانستان
في عام 2019، نفذت قوات العمليات الخاصة الأفغانية هجومًا مشتركًا مع القوات الجوية ضد طالبان، مما أسفر عن مقتل 15 مسلحًا وإصابة 8 آخرين وتدمير المنطقة.

## روابط خارجية
- Summary of District Development Plan[usurped] August 2006